# Jean Mercier (Hebraist)
Jean Mercier (latinisiert Johannes Mercerus, * 1510 in Uzès; † 1570 ebenda) war ein französischer, protestantischer Theologe, Bibelphilologe, Hebraist und Aramaist.

## Leben und Werk
Jean Mercier war Schüler und ab 1546 Nachfolger von Franciscus Vatablus am Pariser Collège Royal. Nach seinem Übertritt zum Protestantismus musste Mercier Frankreich verlassen und lebte dann zeitweise in Venedig. Nach dem Ende des Dritten Hugenottenkrieges kehrte Jean Mercier nach Frankreich zurück und verstarb an der das Languedoc heimsuchenden Pest. Geschätzt wird Mercier vor allen Dingen wegen seiner Targum-Editionen.